# Bancroft, Ontario
Bancroft är en ort i Kanada.   Den ligger i provinsen Ontario, i den sydöstra delen av landet, 170 km väster om huvudstaden Ottawa. Bancroft ligger 362 meter över havet och antalet invånare är 3 880.
Terrängen runt Bancroft är platt, och sluttar österut. Trakten är glest befolkad. Bancroft är det största samhället i trakten. 